# Kiss (박산다라의 노래)
〈Kiss〉(한국어: 키스)는 대한민국의 음악 그룹 2NE1의 멤버 박산다라가 2009년 9월 7일 솔로로 발매한 첫 디지털 싱글이다. 이 노래는 2NE1의 리더 CL이 랩 피쳐링에 참여했다. YG 엔터테인먼트의 프로듀서 Teddy가 작사, 작곡에 참여했다.

## 기획 및 차트 성적
이 노래는 OB 맥주의 브랜드 "카스(Cass)"의 광고 영상을 위해 제작 되었다. 음원 공개과 동시에 가온 차트 5위를 기록했다.

## 뮤직 비디오
뮤직 비디오에서는 2NE1의 공식 유튜브 채널에서 2010년 9월 5일에 첫 공개되었다. 박산다라의 상대 역할로는 드라마 《꽃보다 남자》에서 구준표 역할로 나왔던 이민호가 출연했다.

## 수록곡
- ;디지털 다운로드[4]

1. "Kiss" (Feat. 2NE1 CL) – 3:33

- ;CD 싱글[5]

1. "Kiss" – 3:33